# Claudius Perrot
Claudius Perrot OSB (* 14. Mai 1805 in Neubreisach als Joseph Gustav Perrot; † 9. Oktober 1881) war ein französischer Benediktiner.

## Leben
Nach der Profess 1822 in Einsiedeln und Priesterweihe 1827 war er theologischer Lehrer an der Stiftsschule, Brüder- und Fraterinstruktor und Seelsorger (Spiritual Au (Einsiedeln)).

## Schriften
- Le Pèlerin de N-D des Ermites, Einsiedeln 1831.
- Geschichtliche Notiz über den Ursprung und die Wirkungen der zur Ehre der Unbefleckten Empfängnis Mariä geprägten Medaille, Einsiedeln 1836.
- Betrachtungen über das Leben und die Geheimnisse Jesu Christi, nach der Anweisung des hl. Ignatius. 3 Bd., Einsiedeln 1841/1843, 3. Auflage 1856.
- Mechtilden-Büchlein oder der Geist der ewigen Anbetung des allerheiligsten Altarssakramentes, Einsiedeln 1848, 4. Auflage 1859.
- Die Schule der ewigen Anbetung im Kloster- und Weltstände, Einsiedeln 1860.
- Geistliches Morgenbrot für christliche Seelen im Welt- und Ordensstande. 2 Bde., Einsiedeln 1862, 3. Auflage 1908.
- Der Priesteramts-Kandidat, Einsiedeln 1867.

| Personendaten    | Personendaten                       |
| ---------------- | ----------------------------------- |
| NAME             | Perrot, Claudius                    |
| ALTERNATIVNAMEN  | Perrot, Joseph Gustav (Geburtsname) |
| KURZBESCHREIBUNG | französischer Ordensgeistlicher     |
| GEBURTSDATUM     | 14. Mai 1805                        |
| GEBURTSORT       | Neubreisach                         |
| STERBEDATUM      | 9. Oktober 1881                     |